# Neda av Duklja
Neda av Duklja, död 1046, var furstinna av Duklja, gift med Stefan Vojislav. Efter sin makes död regerade hon som furstinna av Duklja 1043–1046 tillsammans med sin son Mihailo I av Duklja. 